# ジョージ・グラハム (サッカー選手)
ジョージ・グラハム（George Graham, 1944年11月30日 - ）は、スコットランド・ノース・ラナークシャー・バージェディの元同国代表サッカー選手、サッカー指導者。現役時代のポジションはMF、FW。
フットボールリーグで455試合に出場。特にアーセナルFCでは200試合でプレーし、1971年のダブルをはじめ数々のタイトルを獲得した。また監督としても1986年から1995年までガナーズを指揮。守りをベースにした手堅いサッカーで時に「退屈」とも形容されたが、リーグタイトルとリーグカップでそれぞれ2回優勝するなど、アーセン・ヴェンゲル以前の黄金期を築いた。規律を重んじる監督としても有名で、スター選手との衝突も絶えなかった。

## 幼少期
父ロバート・ヤング・グレアムと母ジャネットの下、7人きょうだいの末子として貧しい家庭に生まれる。生後1か月にも満たない1994年のクリスマスに、父親を結核と心不全のため亡くす。1951年には長姉も結核により19歳でこの世を去った。
サッカー選手として頭角を現すと、ニューカッスル・ユナイテッドFCやチェルシーFC、アストン・ヴィラFCが獲得に興味を示した。

## クラブ歴

### アストン・ヴィラ
1961年、自身の17歳の誕生日にアストン・ヴィラFCと契約する。1963年にはリーグカップ決勝のバーミンガム・ダービーに出場するものの、3シーズンで8試合の出場に止まった。

### チェルシー
1964年7月に5000ポンドの移籍金でチェルシーFCへ加入する。リーグ戦72試合に出場し25得点を記録し、1965年にはリーグカップのメダルを獲得した。しかし当時のトミー・ドハーティ監督とは次第に衝突するようになり、1965年には滞在先でテリー・ヴェナブルズらと共に夜間外出禁止令を破ったことで、対立は決定的なものとなる。

### アーセナル
1966年9月30日、バーティ・ミー率いるアーセナルFCへ移籍する。退団したジョー・ベイカーの後釜として、移籍金5万ポンドに加えトミー・ボールドウィンとトレードされる形でハイベリーに到着した。
10月1日のレスター・シティFC戦で加入後初出場。2-4で敗戦したが以後レギュラーの座を掴み、1966-67シーズンから2年連続でチーム内得点王となった。ジョン・ラッドフォードが前線にコンバートされたことで、自身はセンターフォワードからインサイドフォワードにポジションを移した。
1969-70シーズンにはインターシティーズ・フェアーズカップのトロフィーを掲げる。翌シーズンはリーグとFAカップのダブルを達成した。
1971-72シーズンにアラン・ボールがクラブに加入すると序列を下げる。ガナーズでは公式戦308試合に出場し77ゴールを挙げた。

### マンチェスター・ユナイテッド
1972年12月、12万ポンドの移籍金でマンチェスター・ユナイテッドFCと契約する。2シーズンを過ごしたが、1973-74シーズンにクラブはセカンドディヴィジョンへ降格した。
その後はポーツマスFCやクリスタル・パレスFCを経て、1978年夏には北米サッカーリーグのカリフォルニア・サーフでプレーした。

## 代表歴
アーセナルFCでの活躍により1971年にスコットランド代表へ初招集され、10月13日のポルトガル戦でデビューする。2年間で12試合3得点を記録し、1973年6月30日のブラジル戦が最後の出場となった。

## 指導歴

### ミルウォール
1982年12月6日、サード・ディヴィジョンで最下位に沈むミルウォールFCの監督に就任する。リーグ17位まで浮上させ残留に成功すると、1984-85シーズンにはセカンド・ディヴィジョン昇格へ導いた。1986年に自身が退団した後も、クラブは1987-88シーズンに2部優勝を果たした。

### アーセナル
1986年3月にドン・ハウ監督が辞任したアーセナルFCは、FCバルセロナのテリー・ヴェナブルズへオファーするが拒否される。アバディーンFCのアレックス・ファーガソンへターゲットを変更すると、ミルウォールで結果を残したグレアムをアシスタントコーチに据える構想が浮上した。しかしスコットランド代表のジョック・ステイン監督が急死しアシスタントコーチを務めていたファーガソンが後を引き継いだため、グレアムがガナーズの監督としてハイベリーに帰還した。
クラブは1979年のFAカップ以来タイトルから遠ざかり、リーグでも中位に低迷していた。指揮官に就任するとトニー・ウッドコックやトミー・ケイトンといった当時の主力を放出し、ユース出身や新契約の選手を積極的に起用。ドレッシングルームとピッチの双方で前任者よりも厳しい規律を課した。
若手DFトニー・アダムスの台頭やマーティン・ヘイズが得点を量産したことにより、クラブ創設100周年となる1986年のクリスマスをここ10年間で初のリーグ首位で迎える。最終的に1986-87シーズンをリーグ4位で終えたが、リーグカップ決勝でリヴァプールFCを2-1で降しクラブ史上初の同大会優勝へ導いた。
アダムス、リー・ディクソン、スティーヴ・ボールド、ナイジェル・ウィンターバーンらが以後10年以上に亘り強固なディフェンスを形成し、後に「フェイマス4」と称される守備陣の基礎を築いた。当時のチームは守備的と思われることも多々あったが、実際にはデイヴィッド・ロカッスル、マイケル・トーマス、ポール・マーソンら中盤でも駒が揃っており、前線ではアラン・スミスが毎シーズン20得点以上を記録していた。
1988-89シーズンの最終節は、前年度の優勝クラブであり首位を走るリヴァプールとの優勝決定戦となった。逆転するには2点差以上での勝利を必要とする中で敵地アンフィールドに乗り込むと、52分にスミスが先制点を挙げる。しかし追加点は遠く後半アディショナルタイムに突入するが、スミスのパスを受けたトーマスが相手GKブルース・グロベラーの頭上を静かに抜きネットを揺らし、自身が選手だった1970-71シーズン以来のリーグタイトルを獲得する。ヘイゼルの悲劇に対するUEFAからの処分により、翌シーズンのUEFAカップ出場は叶わなかった。
1989-90シーズンを4位で終えると、デイヴィッド・シーマンやアンデシュ・リンパルを補強する。FAカップでは準決勝でトッテナム・ホットスパーFCとのノース・ロンドン・ダービーに敗戦するが、1990-91シーズンに再びリーグを制覇。2月のチェルシーFCがリーグ戦唯一の黒星となった。同月には首位リヴァプールのケニー・ダルグリッシュ監督が電撃辞任しメディアからは後任候補に挙げられるが自身は即座にこれを否定し、同胞のグレアム・スーネスが優勝争いを繰り広げるライバルクラブの指揮官となった。
1991年秋にクリスタル・パレスFCからイアン・ライトを獲得し、彼は後にクラブ歴代最多得点者となった。ここ20年間で初めての欧州の舞台であるUEFAチャンピオンズカップに参加したが、2回戦でSLベンフィカ相手に敗退した。FAカップでは3回戦で下部リーグのレクサムFCに敗れ、1991-92シーズンはリーグ4位に終わった。
このシーズン以降はより守備的な戦術へ転換し、年間得点数は10以上減少した。プレミアリーグ開始初年度の1992-93シーズンにはリーグ最少の40得点で10位に沈んだ。一方カップ戦では好調を維持し、FAカップとリーグカップでいずれもシェフィールド・ウェンズデイFCを破りダブルを達成。翌シーズンにはUEFAカップウィナーズカップで前回王者ACパルマを降し、クラブ2度目となる欧州のトロフィーを勝ち取った。
1992年夏にヨン・イェンセンとポール・リーデシェンを獲得した際に両者の代理人であるルネ・ハウゲから42.5万ポンドを不正に受領していたことが発覚し、1995年2月に9年近く率いたクラブを解任される。グレアムは「一方的な贈り物」を受け取ったことを認め、FAから1年間の資格停止処分を科された。

### リーズ
処分が明けると、1996年9月に長期政権を敷いたハワード・ウィルキンソンの後任としてリーズ・ユナイテッドFCに招聘される。開幕5試合を消化した時点でリーグ9位のクラブを引き継いだが、2つ順位を下げて1996-97シーズンを終えた。ここでも守備を重視し、チーム得点数はリーグ最少の28であった。1997年夏にジミー・フロイド・ハッセルバインクを補強したこともあり、翌シーズンには得点が倍増しリーグ5位へ導いた。

### トッテナム
1998年10月にトッテナム・ホットスパーFCの指揮官に就任する。翌年3月に行われたリーグカップ決勝でレスター・シティFCをアラン・ニールセンのゴールにより1-0で破り、就任5か月でスパーズにタイトルを齎した。UEFAカップにおいては、2回戦で1.FCカイザースラウテルンに1-2で敗戦した。
クラブがENICグループに買収されると、2001年3月16日に契約違反により解任される。この週の初めにはクラブが声明を発表しており、補強予算が限られていることなどの機密情報をグレアムが漏洩させたとして書面による警告を行っていた。クラブの副会長から喚問された際には、反抗的な姿勢と捉えられクラブへの忠誠心に疑問を呈された。グレアムの代理人によると、本人はこの解任に衝撃を受け動揺していたとしている。

### その後
ホワイト・ハート・レーンを去って以降はレスター・シティFC、サンダーランドAFC、ウェストハム・ユナイテッドFCといったクラブの後任候補として名前が浮上するが、いずれも契約には至らなかった。

## 人物
現役時代には足首や膝の関節炎に悩まされ、7度の手術を経験している。
1967年にモデルのマリー・ジアと結婚。2人の息子を儲けたが後に離婚し、アメリカ人のスーザンと再婚している。
2001年に現場を離れてからは、Sky Sportsで解説者を務めている。
1998-99シーズン途中にリーズ・ユナイテッドFCの監督を辞任しトッテナム・ホットスパーFCと契約すると、アーセナルのレジェンドがノース・ロンドンのライバルクラブの指揮官いとなることに対してサポーターから批判を浴びた。

## タイトル
現役時代
チェルシー
- フットボールリーグカップ : 1964-65

アーセナル
- フットボールリーグ・ファーストディヴィジョン : 1970-71
- FAカップ : 1970-71
- インターシティーズ・フェアーズカップ : 1969-70

指導者時代
ミルウォール
- フットボルリーグ・トロフィー（英語版）: 1982-83

アーセナル
- フットボールリーグ・ファーストディヴィジョン : 1988-89 : 1990-91
- FAカップ : 1992-93
- フットボールリーグカップ : 1986-87, 1992-93
- FAチャリティ・シールド : 1991
- フットボールリーグ・センテナリートロフィー（英語版）: 1988
- UEFAカップウィナーズカップ : 1993-94

トッテナム
- フットボールリーグカップ : 1998-99

個人
- プレミアリーグ月間最優秀監督 : 1997.11[22]
- スコットランドサッカー殿堂: 2015[23]